# Kahwah
Ne doit pas être confondu avec Kawa.

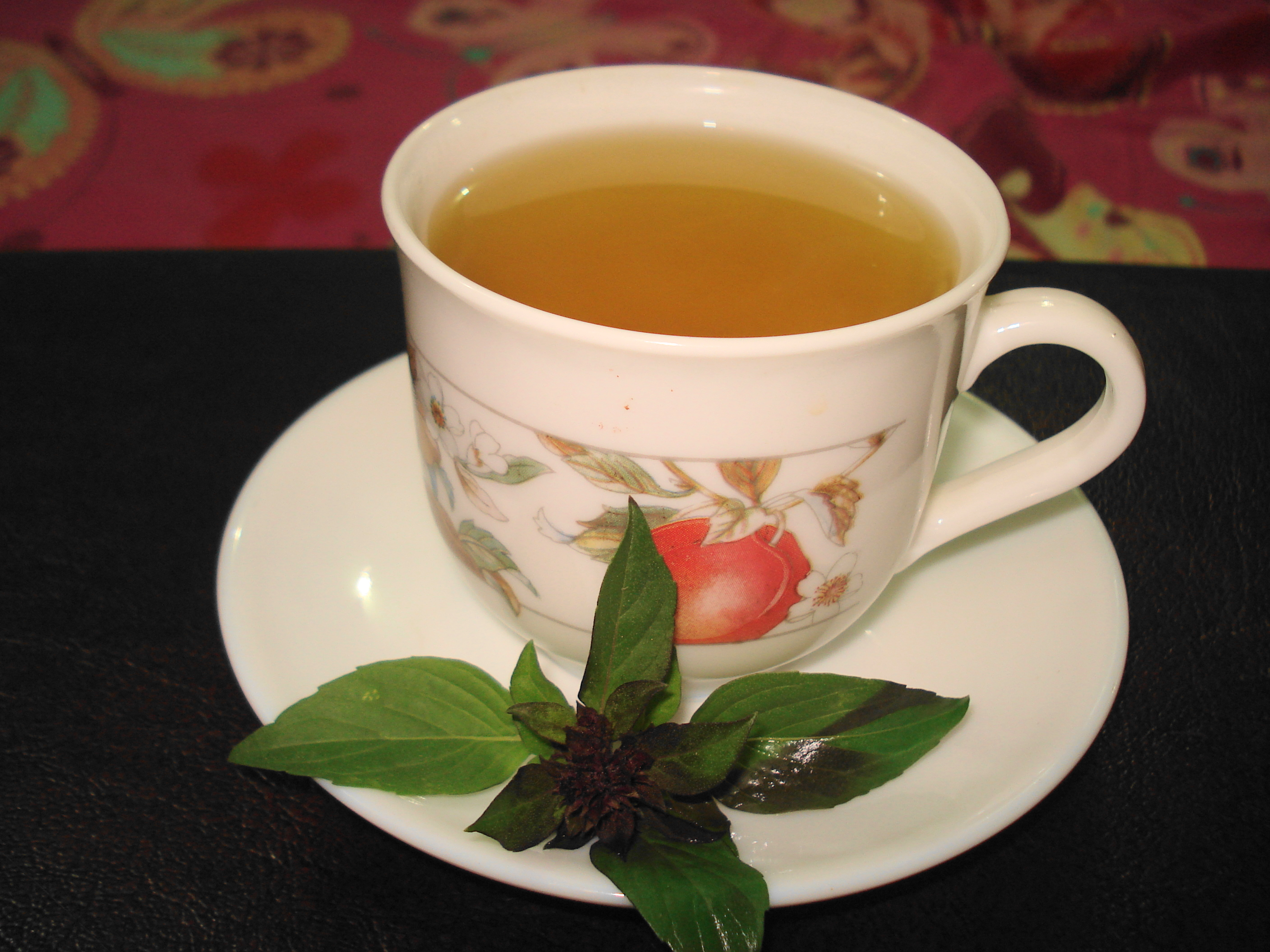
Une tasse de kahwah.

Le kahwah est une boisson originaire du Pakistan, d’Afghanistan et de la vallée du Cachemire, à base de thé vert. Les pandits du Cachemire l’ont ensuite exportée et popularisée dans le nord de l’Inde, en particulier à New Delhi.

## Origines
Le nom kahwah est phonétiquement similaire à l’arabe, qahwah, qui signifie « café », mais cette étymologie semble peu probable.
Certaines sources attribuent l’origine de la boisson à la vallée du Yarkand, dans le Xinjiang, d’où elle se serait propagée à l’époque kouchane.

## Préparation
Les feuilles de thé vert sont mises à bouillir avec des styles de safran, des branches de cannelle et des gousses de cardamome, auxquels on peut ajouter des pétales de rose. Le kahwah est généralement consommé édulcoré avec du sucre ou du miel et accompagné de noix ou d’amandes. Il peut être préparé dans un samovar, ce qui permet d’en servir de manière continue.
Le kahwah au lait est réputé comme fortifiant pour les malades[réf. nécessaire].